# Tour der französischen Rugby-Union-Nationalmannschaft nach Südafrika 1975
| Tour der Franzosen nach Südafrika 1975 | Tour der Franzosen nach Südafrika 1975 | Tour der Franzosen nach Südafrika 1975 | Tour der Franzosen nach Südafrika 1975 | Tour der Franzosen nach Südafrika 1975 |
| Übersicht                              | S                                      | G                                      | U                                      | N                                      |
| -------------------------------------- | -------------------------------------- | -------------------------------------- | -------------------------------------- | -------------------------------------- |
| Test Matches                           | 02                                     | 0                                      | 0                                      | 2                                      |
| Sonstige Spiele                        | 09                                     | 6                                      | 1                                      | 2                                      |
| Gesamt                                 | 11                                     | 6                                      | 1                                      | 4                                      |
|                                        |                                        |                                        |                                        |                                        |
| Südafrika                              | 2                                      | 0                                      | 0                                      | 2                                      |

Die Tour der französischen Rugby-Union-Nationalmannschaft nach Südafrika 1975 umfasste eine Reihe von Freundschaftsspielen der französischen Rugby-Union-Nationalmannschaft. Sie reiste von Ende Mai bis Ende Juni 1975 durch Südafrika und bestritt während dieser Zeit elf Spiele. Darunter waren zwei Test Matches gegen die südafrikanische Nationalmannschaft, die beide verloren gingen. Auf dem Programm standen außerdem neun Spiele gegen regionale Auswahlmannschaften, die mit sechs Siegen, einem Unentschieden und zwei Niederlagen endeten.
Während dieser Tour organisierte der südafrikanische Verbandspräsident Danie Craven drei Spiele gegen schwarze und multiethnische Mannschaften (SAARB Leopards, Proteas, South Africa President’s XV). Er erfüllte damit eine Forderung des französischen Verbandspräsidenten Albert Ferrasse, der mit diesen Partien ausdrücklich ein Zeichen gegen die Apartheid setzen wollte.

## Spielplan
- Hintergrundfarbe grün = Sieg
- Hintergrundfarbe gelb = Unentschieden
- Hintergrundfarbe rot = Niederlage

(Test Matches sind grau unterlegt; Ergebnisse aus der Sicht Frankreichs)
| #  | Datum         | Gegner                      | Ort            | Stadion                 | Ergebnis |
| -- | ------------- | --------------------------- | -------------- | ----------------------- | -------- |
| 01 | 31. Mai 1975  | Natal                       | Durban         | Kings Park Stadium      | 34:18    |
| 02 | 02. Juni 1975 | SAARB Leopards              | Mdantsane      |                         | 39:9     |
| 03 | 04. Juni 1975 | Proteas                     | Goodwood       |                         | 37:3     |
| 04 | 07. Juni 1975 | South Africa President’s XV | Kapstadt       |                         | 3:18     |
| 05 | 09. Juni 1975 | South Western Districts     | Oudtshoorn     |                         | 44:6     |
| 06 | 11. Juni 1975 | Eastern Province            | Port Elizabeth | Boet Erasmus Stadium    | 18:9     |
| 07 | 14. Juni 1975 | Transvaal                   | Johannesburg   | Ellis Park Stadium      | 22:28    |
| 08 | 17. Juni 1975 | Südwestafrika               | Windhoek       | South West Stadium      | 13:13    |
| 09 | 21. Juni 1975 | Südafrika                   | Bloemfontein   | Free State Stadium      | 25:38    |
| 10 | 24. Juni 1975 | North Eastern Cape          | Aliwal North   |                         | 34:15    |
| 11 | 28. Juni 1975 | Südafrika                   | Pretoria       | Loftus Versfeld Stadium | 18:33    |

## Test Matches
| 21. Juni 1975 | Südafrika                                                                                                   | 38 : 25        | Frankreich                                                                               | Free State Stadium, Bloemfontein Zuschauer: 65.000 Schiedsrichter: Norman Sanson (Schottland) |
| 21. Juni 1975 | Versuche: Cockrell Grobler Oosthuizen Pope Whipp Erhöhungen: Bosch (2) Snyman Straftritte: Bosch (3) Snyman | (21:3) Bericht | Versuche: Averous Harize Paparemborde Péron Erhöhungen: Pesteil (3) Straftritte: Pesteil | Free State Stadium, Bloemfontein Zuschauer: 65.000 Schiedsrichter: Norman Sanson (Schottland) |

Aufstellungen:
- Südafrika: Paul Bayvel, Niek Bezuidenhout, Gerald Bosch, Robert Cockrell, Kevin de Klerk, Morné du Plessis , Carel Fourie, Kleintjie Grobler, Klippies Kritzinger, Kol Oosthuizen, Chris Pope, Dawie Snyman, Derek van den Berg, Johannes van Heerden, Peter Whipp
- Frankreich: Richard Astre , Jean-Luc Averous, Roland Bertranne, Yves Brunet, Gérard Cholley, Michel Droitecourt, Alain Guilbert, Dominique Harize, Michel Palmié, Robert Paparemborde, Patrice Péron, Jean-Pierre Pesteil, Gérard Rousset, François Sangalli, Jean-Claude Skrela

| 28. Juni 1975 | Südafrika                                                                       | 33 : 18         | Frankreich                                                                       | Loftus Versfeld Stadium, Pretoria Zuschauer: 63.000 Schiedsrichter: Norman Sanson (Schottland) |
| 28. Juni 1975 | Versuche: du Plessis Fourie Erhöhungen: Bosch (2) Straftritte: Bosch (6) Fourie | (18:15) Bericht | Versuche: Paparemborde Erhöhungen: Romeu Straftritte: Romeu (3) Dropgoals: Romeu | Loftus Versfeld Stadium, Pretoria Zuschauer: 63.000 Schiedsrichter: Norman Sanson (Schottland) |

Aufstellungen:
- Südafrika: Paul Bayvel, Niek Bezuidenhout, Gerald Bosch, Robert Cockrell, Kevin de Klerk, Morné du Plessis , Carel Fourie, Kleintjie Grobler, Klippies Kritzinger, Kol Oosthuizen, Chris Pope, Jan Schlebusch, Dawie Snyman, Derek van den Berg, Johannes van Heerden 
 Auswechselspieler: Boland Coetzee
- Frankreich: Richard Astre , Jean-Luc Averous, Roland Bertranne, Gérard Cholley, Michel Droitecourt, Alain Guilbert, Francis Haget, Dominique Harize, Michel Palmié, Robert Paparemborde, Patrice Péron, Jean-Pierre Romeu, François Sangalli, Jean-Claude Skrela, Michel Yachvili